# IXXU
IXXU is het tweede strijkkwartet van Thomas Larcher. Voor de componist was het een breekpunt in zijn stijl. Hij zat in een periode waarin hij met zijn "oude" stijl niet meer uit de voeten kwam en ging op zoek naar een nieuwe manier om zijn muziek aan de wereld te laten horen. Het strijkkwartet is geschreven voor het Davis Festival dat in juli 2005 werd gehouden, het Rosamunde Kwartet was het beoogde strijkkwartet. Larcher is zelf pianist en hij schreef een uitdagend werk. De leden van het strijkkwartet kregen een uitermate virtuoos stuk voor hun ogen, hetgeen bevestigd werd door de muziekuitgeverij Schott Music, die het werk als “extremely difficult” classificeert.  De stijl van componeren van Larcher is sinds dit werk zo veranderd, dat toen de componist het terughoorde, hijzelf nog maar weinig aanknopingspunten kon vinden; het werk was als nieuw voor hem.
Het strijkkwartet bestaat uit drie relatief korte delen:
1. Flüchtig, nervös
2. Sehr Schnell, präzise
3. Ruhig

De componist heeft (nog) geen verklaring gegeven voor de titel van het werk. Het album waar IXXU deel van uitmaakt, ontving de 'Preis der deutschen Schallplattenkritik' van Neue Zeitschrift für Musik.

## Discografie
- uitgave ECM Records: Rosamunde Kwartet, een opname van juli 2005 in Grünwald. Everding-Saal.